# Tobiano
Robe du cheval
Tobiano est une couleur de robe du cheval, phénotypiquement caractérisée par la présence de plages blanches réparties de façon verticale, et de quatre jambes blanches, les parties colorées étant généralement sur les flancs et le poitrail, de forme ronde ou ovale, avec des bords nets. Causée par le gène dominant TO, la robe tobiano est additive avec d'autres formes de robes pie, et avec les gènes de dilution. 
Elle forme la plus commune des robes pie chez le cheval, puisqu'elle est largement répandue chez une grande variété de races, en particulier de chevaux de trait et de poneys, dont le Shetland, le Paint Horse, le Cob Gypsy, l'Islandais et l'Altaï.

## Dénomination
Le nom « tobiano » provient de la langue espagnole en Amérique du Sud, où il était employé originellement, au XIXe siècle, pour désigner les chevaux d'un émigré hollandais ou d'un général de cavalerie nommé Tobías,.

## Description

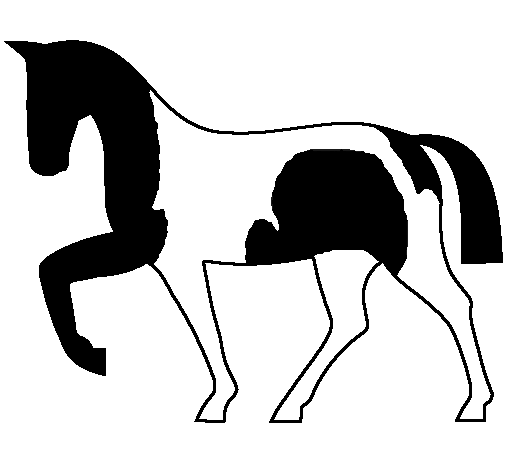
Représentation schématique de la robe tobiano.

La robe tobiano n'est pas évolutive, le poulain naissant avec un marquage blanc bien net, de forme ronde ou ovale, qu'il conserve tout au long de sa vie,. Le tobiano se caractérise par la présence de blanc dans la partie inférieure des quatre membres, au moins jusqu'au niveau des genoux et jarrets, par le fait que ce blanc traverse la ligne du dos, et par une coloration « normale » de la tête, avec de possibles marques blanches classiques (en-tête ou liste). La peau est rose sous les poils blancs, et noire sous les poils colorés,. Les yeux sont ordinairement marron, mais il arrive, rarement, qu'ils soient bleus ou partiellement bleus. La queue peut être bicolore.
Les caractéristiques suivantes sont généralement retenues pour définir un cheval tobiano : 
- parties colorées sur les flancs ;
- quatre membres blancs, au moins au-dessus des genoux et des jarrets ;
- parties colorées régulières et distinctes, de forme ovale ou ronde, qui s'étendent sur l'encolure et la poitrine, donnant une apparence de bouclier ;
- Marquages en tête similaires à ceux des chevaux non-pie (en-tête ou liste) ;
- le blanc ou le coloré peuvent être prédominants ;
- la queue peut être bicolore.

La quantité de blanc est très variable d'un cheval à un autre, depuis des formes minimales où l'animal n'a que les quatre membres blancs, jusqu'aux formes étendues, où seule la tête conserve une coloration « normale », 90 % du corps étant blanc.

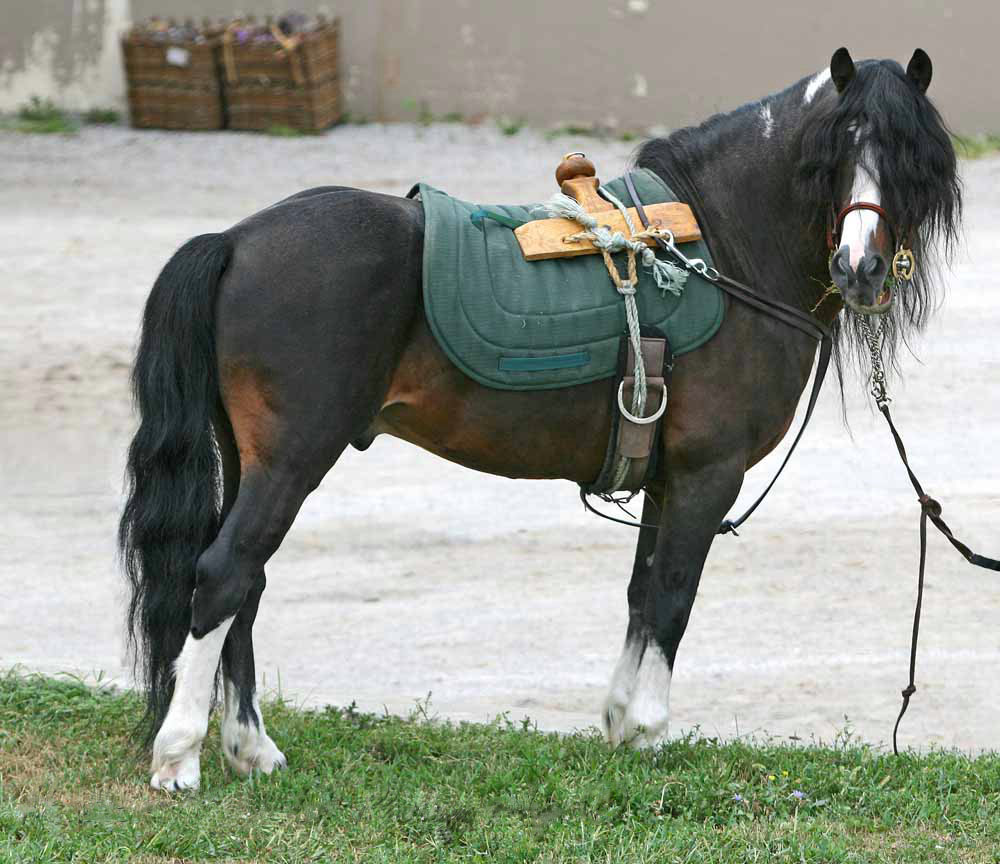
Étalon tobiano à expression minimale, sur base bai-brun
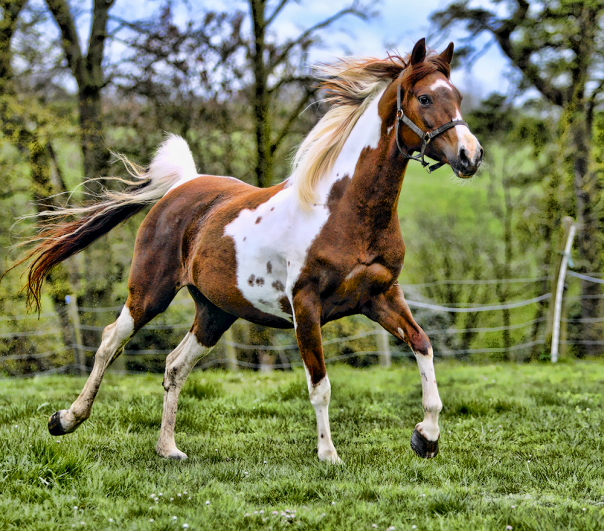
Tobiano à expression classique sur base alezane, avec des taches de couleur dans le blanc
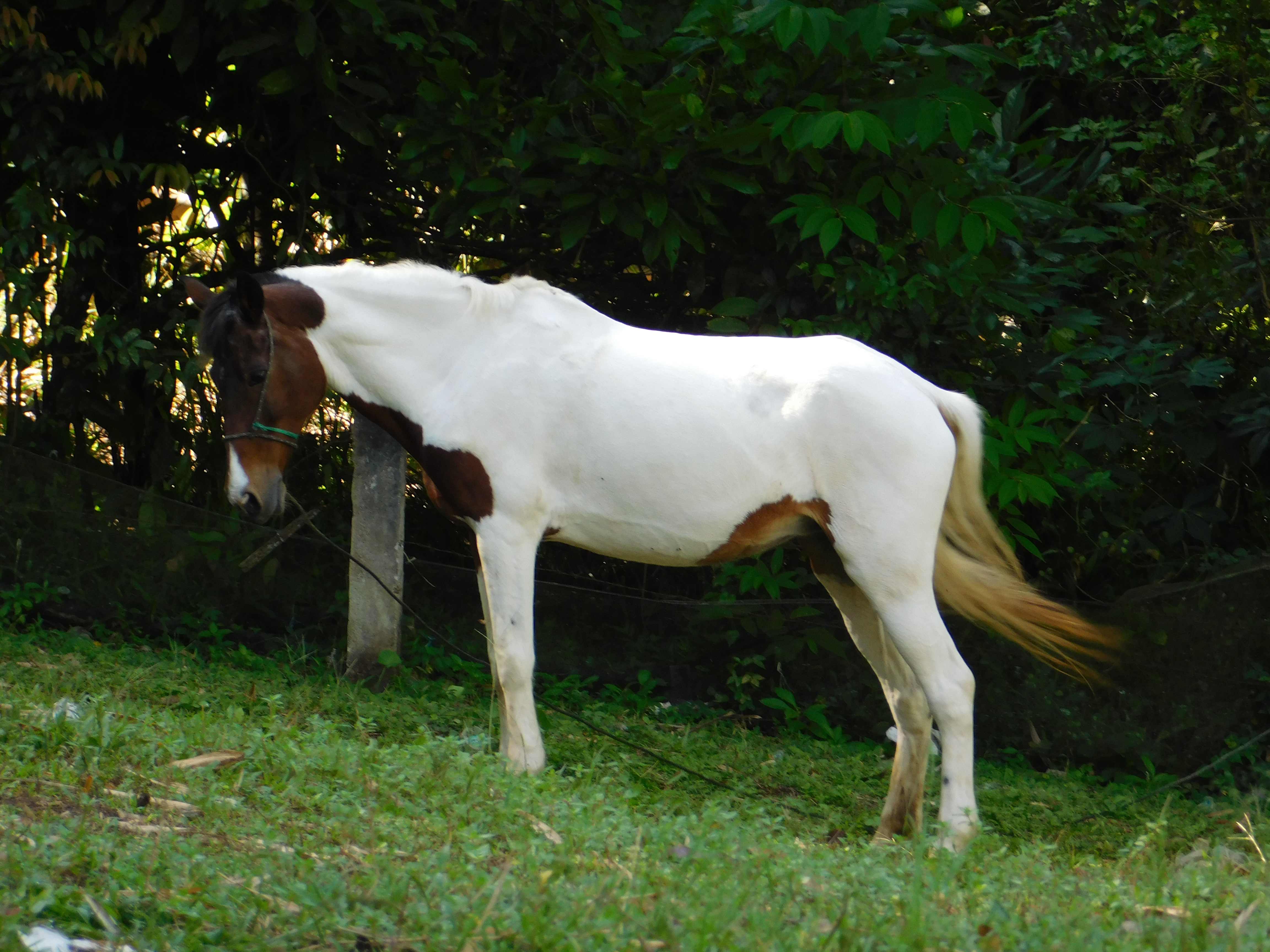
Tobiano à expression étendue, sur base baie.

Les chevaux homozygotes présentent parfois de petites taches de couleur dans le blanc, cet indicateur n'étant toutefois pas suffisamment fiable pour reconnaître un individu homozygote à l’œil. Il arrive aussi que des chevaux portent l'allèle TO responsable de la robe tobiano, mais ne l'expriment pas visiblement : ces chevaux sont nommés des crypto-tobianos.

## Fréquence

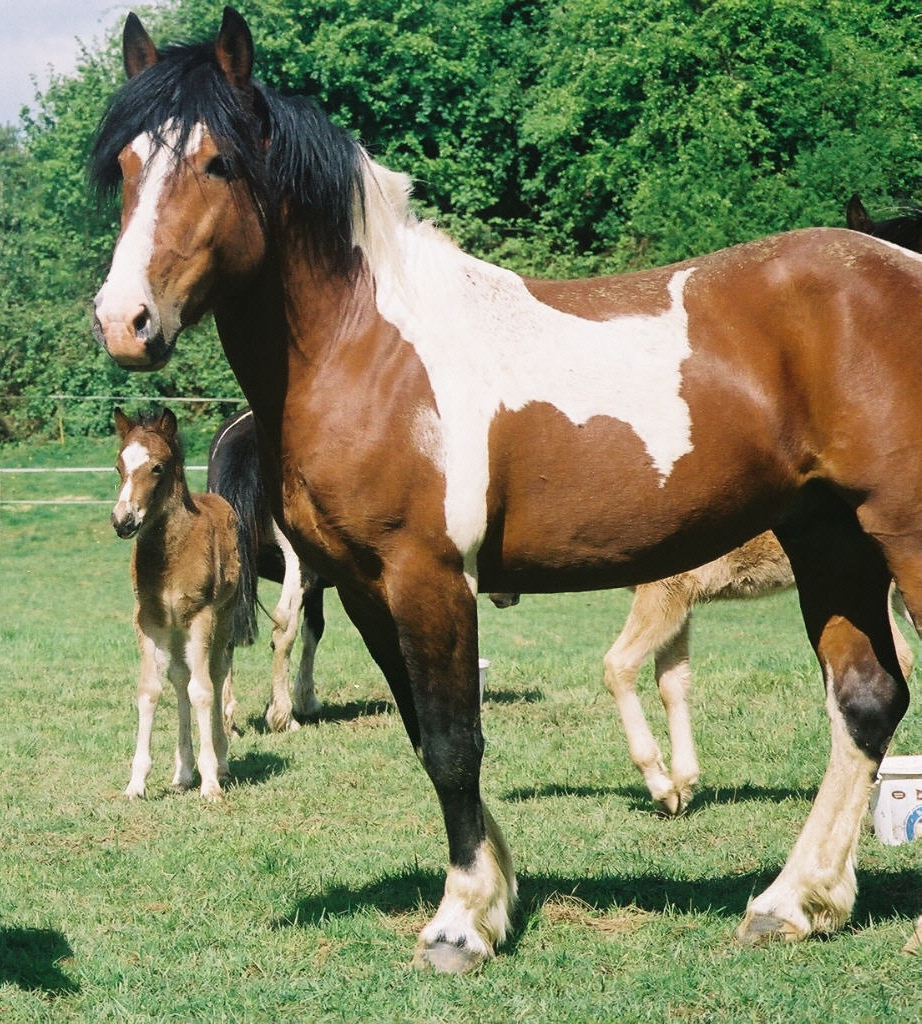
Pottok bai tobiano.

Le tobiano est la plus fréquente de toutes les robes pie, aussi sa répartition est-elle très vaste, notamment chez le Paint Horse, le Pinto, ainsi que de nombreuses races de chevaux d'allures, de chevaux de trait, et de poneys.
L'allèle dominant tobiano KM1 est présent chez 4,2 % des chevaux analysés pour les besoins de l'étude de Reissmann et al., et constitue la robe dominante chez huit races de chevaux domestiques sélectionnées pour leur couleur, telles que le Lewitzer et le Cob Gypsy, chez lesquels plus de la moitié des individus sont pie tobiano. Il est présent à moins de 20 % de fréquence chez les races Altaï, Poney de selle allemand, Islandais, Kirghiz, Kouznetsk, et Shetland. Il a aussi été détecté chez la race Huçul, ainsi que chez le Paso Fino, le Saddlebred, le KWPN, le Missouri Fox Trotter, et le cheval miniature.
Cette robe a fait l'objet d'une sélection négative chez la plupart des races modernes de chevaux de selle, expliquant sa quasi-absence parmi elles à ce jour.

## Histoire
L'inversion chromosomique à l'origine de la robe tobiano s'est vraisemblablement produite durant les premiers temps de la domestication du cheval, puisqu'elle a été détectée vers 3 500 av. J.-C., avant de se répandre largement parmi les chevaux domestiques.

## Génétique

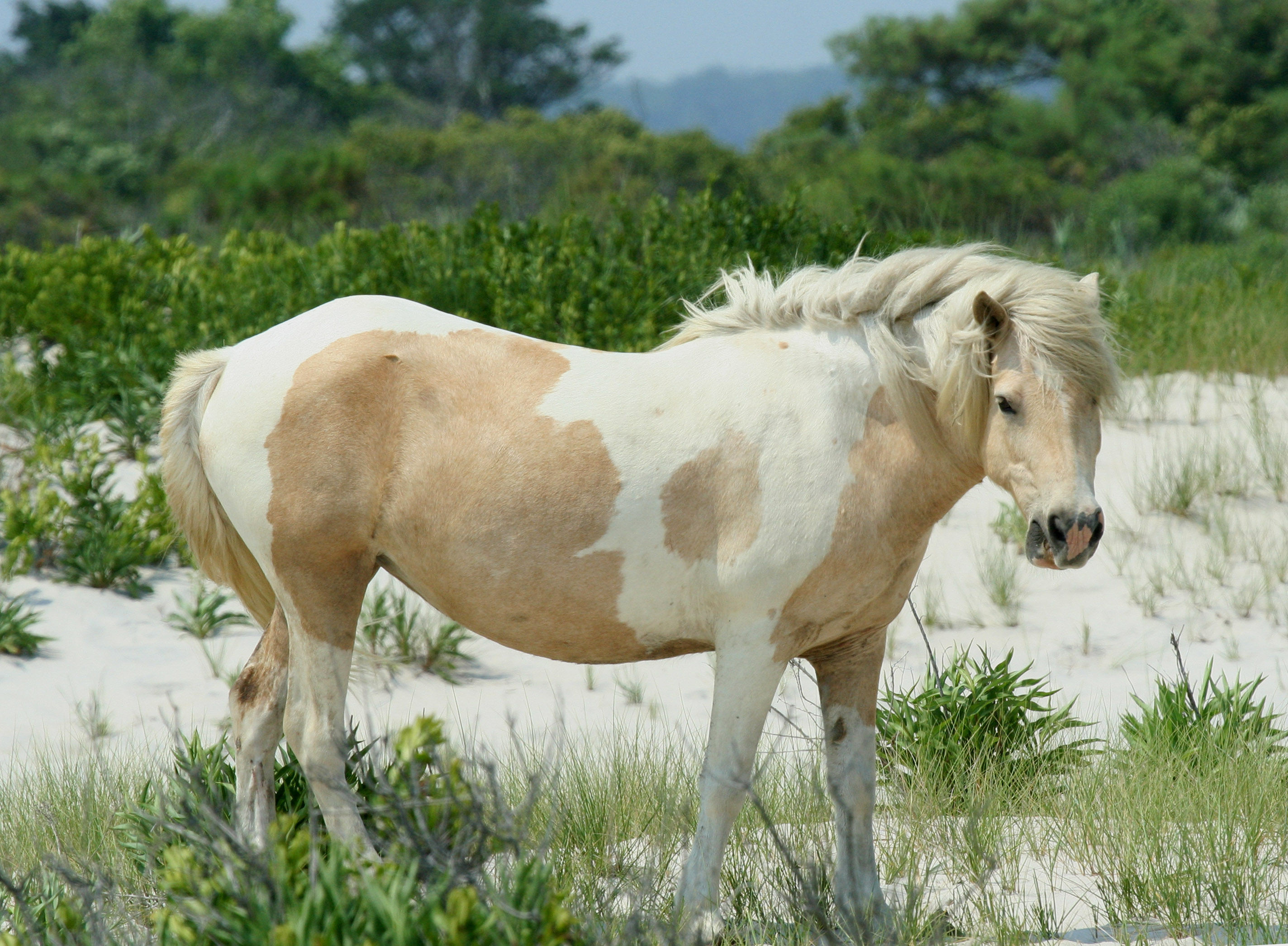
Cheval tobiano exprimant un allèle du gène de dilution crème (robe palomino).

Le gène KIT a rapidement été étudié pour y rechercher la mutation responsable du tobiano, car c'est ce gène qui en est rseponsable chez d'autres espèces animales, telles que la souris. La mutation a été découverte sur le chromosome 3 du cheval, juste en amont du gène KIT, résultant d'une inversion chromosomique, nommée ECA3q,.
La robe tobiano dépend de l'allèle dominant TO, une seule copie suffisant pour que le cheval exprime le phénotype. Il est à la fois dominant et épistasique avec les robes de base, mais non avec le grisonnement. Il est additif avec les gènes de dilution (Crème, Dun, etc). S'agissant d'un gène dominant, il faut des reproducteurs tobiano pour obtenir un poulain lui-même tobiano.
Il semble que d'autres gènes puissent inhiber l'action de TO pour donner les chevaux crypto-tobianos, qui portent l'allèle TO mais ne l'expriment pas phénotypiquement. Le tobiano peut se combiner à de très nombreux autres gènes de couleur, dont les gènes de dilution que sont le Crème et le Dun.

## Santé
Au contraire de la robe overo frame, le tobiano ne provoque pas le syndrome du poulain blanc, mortel, dans sa version homozygote, en effet, l'overo frame est causé par la mutation Ile118Lys sur le gène ETB (en).